# 爱德华·卢卡斯
弗朗索瓦·爱德华·阿纳托尔·卢卡斯（法語：François Édouard Anatole Lucas，法語發音：[fʁɑ̃swa edwaʁ anatɔl lykɑ]，1842年4月4日—1891年10月3日）是一名法國數學家，因研究費波那契數列而知名。相關的盧卡斯數列和盧卡斯數以他的名字命名。

## 生平
盧卡斯出生於亞眠，畢業於巴黎高等師範學院。他曾在巴黎天文台工作，後來成為巴黎聖路易中學和查理曼中學的數學教授。
1870年至1871年普法戰爭期間，盧卡斯在法國軍隊中擔任砲兵軍官。
1875 年，盧卡斯提出一項挑戰，要求證明丟番圖方程式
{\displaystyle \sum _{n=1}^{N}n^{2}=M^{2}\;}
的唯一解是當 {\displaystyle N>1} 時，{\displaystyle N=24} 和 {\displaystyle M=70}。這個問題被稱為砲彈問題，因為它可以被形像地理解為在地面上擺放一個正方形的砲彈，並用這些砲彈建造一個正方形的四角錐。直到1918年，人們才（利用橢圓函數）找到了這一非凡事實的證明，它與26維玻色弦理論息息相關。最近，一些初等證明已經出版。
他設計了判定質數的方法。1857年，15歲的盧卡斯開始用盧卡斯數列手工檢驗 {\displaystyle 2^{127}-1} 的質數性。1876年，經過19年的檢驗，他終於證明 {\displaystyle 2^{127}-1} 是質數；在長達四分之三個世紀的時間裡，它一直是已知最大的梅森質數。這可能永遠是人工證明的最大質數。後來，德里克·亨利·萊默改進了盧卡斯的質數判定法，得到盧卡斯-萊默質數判定法。
他致力於本影演算的發展。
盧卡斯對娛樂數學也很感興趣。他發現了一種優雅的二進制解法來解決九連環難題。1883年，他還發明了河內塔謎題，並以「N. Claus de Siam」（Lucas d'Amiens的易位構詞）為綽號將其推向市場。1889年，他首次發表了對點格棋遊戲的描述。
盧卡斯是在不尋常的情況下去世的。在法國科學進步協會年會的宴會上，一名侍者掉落了一些餐具，一塊破碎的盤子劃傷盧卡斯的臉頰。幾天後，他死於嚴重的皮膚炎症，可能是敗血症引起的，享年49歲。

## 著作
- Recherches Sur Plusieurs Ouvrages De Léonard De Pise Et Sur Diverses Questions D’Arithmétique Supérieure (1877)
- Récréations scientifiques (1880)
- Théorie des nombres, Tome Premier (1891)
- Récréations mathématiques （页面存档备份，存于） (1894)
- L'arithmétique amusante （页面存档备份，存于） (1895)

## 外部連結
- 約翰·J·奧康納; 埃德蒙·F·羅伯遜, ,  （英语）
- Scans of Lucas's original Tower of Hanoi puzzle in French, with translations （页面存档备份，存于）
- Édouard Lucas （页面存档备份，存于）, by Clark Kimberling
- Édouard Lucas （页面存档备份，存于）